# ACS Foresta Suceava
El Foresta Suceava, anteriormente conocido como Rapid CFR Suceava, es un club de fútbol rumano de la ciudad de Suceava, fundado en 1946. El equipo disputa sus partidos como local en el Stadionul Areni y juega en la Liga III.

## Historia
El club fue fundado en 1946 como Asociația Sportivă CFR Ițcani, el equipo de fútbol del CFR que representaba a Suceava en la Divizia C. Posteriormente se fusionó en la temporada 1946-1947 con el FC Cetatea Suceava, disputando solo el campeonato regional de fútbol rumano hasta el verano de 2008, cuando ascendió a Liga III. En la temporada 2011-12 logró el ascenso a Liga II.
A mediados de 2016 el club cambió su denominación de Rapid CFR Suceava a Foresta Suceava, además de suponer un cambio en el escudo y los colores del club, que pasaban de ser granate y blanco —los habituales de los clubes ligados a CFR— al verde y amarillo actuales.
El 5 de agosto de 2017, en la primera jornada del campeonato de Liga II, el Foresta perdió ante el Ripensia Timișoara por 16 goles a cero.

## Jugadores
Actualizado el 17 de septiembre de 2012

## Palmarés
Liga III:
- Campeón (1): 2011–12